# Рафаил (архиепископ Астраханский)

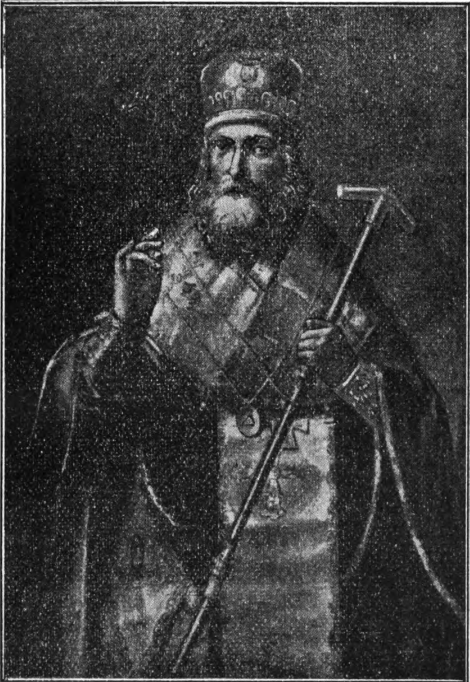
Портрет XVIII в.

Архиепископ Рафаил — епископ Русской православной церкви, архиепископ Астраханский и Терский.

## Биография
С 1619 по 1633 год был сначала игуменом, а потом архимандритом Астраханскаго Троицкаго монастыря. Первые годы управления его Троицким монастырём были временем процветания последняго. В нём было братьев до 170 человек, кроме служителей и работников; источники доходов его были неоскудеваемы. В 1622 году игумену Рафаилу позволено было продавать рыбу и покупать всякия вещи для монастыря безпошлинно. Но при нём же монастырь стал приходить в упадок. В 1623 году на светлой седмице в субботу, сильнейшим пожаром, начавшимся в монастырской пекарне, истреблены были храмы монастырские, все кельи со множеством служб и житниц. Рафаил хотел было возводить постройки на прежних местах, но воевода, князь Прозоровский, не допустил построек по причине тесноты в кремле и по близости к пороховой казне. По указу царя Михаила Феодоровича велено было ему построить за городом, на монастырских огородах, особый монастырь во имя Сретения Господня, называвшийся Долбиловым, который существовал около 100 лет. Затем разные люди стали отнимать монастырския угодья. Рафаил боролся за интересы монастыря, но восстановить его в прежнем виде уже не мог. Попытки к расхищению монастырскаго имущества продолжались и в то время, когда Рафаил был уже Астраханским архиепископом, и он, конечно, усердно помогал своим преемникам в защите монастыря.
С 1632 года — игумен Соловецкой обители.
С 1636 года — архимандрит Хутынского Спасо-Варлаамиева монастыря Новгородской епархии.
17 мая 1638 года хиротонисан во епископа Астраханского и Терского с возведением в сан архиепископа.
При архиепископе Рафаиле было нашествие на Астрахань киргиз-кайсаков в январе[когда?]. Это нашествие было подготовлено и предводительствуемо татарами. Город был обложен неприятелем со всех сторон. Дома, бывшие около кремля и вне белаго города, были сожжены, а жители укрылись в кремле. Город был в обложении три дня, но благоразумною находчивостью воеводы, князя Прозоровского, враги были разбиты на гогову. В память избавления Астрахани от киргиз-кайсаков устроен в Успенском coбopе придел в честь св. Афанасия и Кирилла, и день сей ежегодно знаменован был крестным ходом вокруг города до 1700 года, а потом прекращён по неудобству места и по причине морозов.
Скончался 20 декабря 1640 года.